# موری اچ. پروتر
موری اچ. پروتر (انگلیسی: Murray H. Protter؛ ۱۳ فوریهٔ ۱۹۱۸ – ۱ مهٔ ۲۰۰۸) یک ریاضی‌دان اهل ایالات متحده آمریکا بود. 